# Hermaea boucheti
Hermaea boucheti is een slakkensoort uit de familie van de Hermaeidae. De wetenschappelijke naam van de soort is voor het eerst geldig gepubliceerd in 1991 door Cervera, Garcia-Gomez & Ortea.